# Ministeri de l'Interior de Lituània

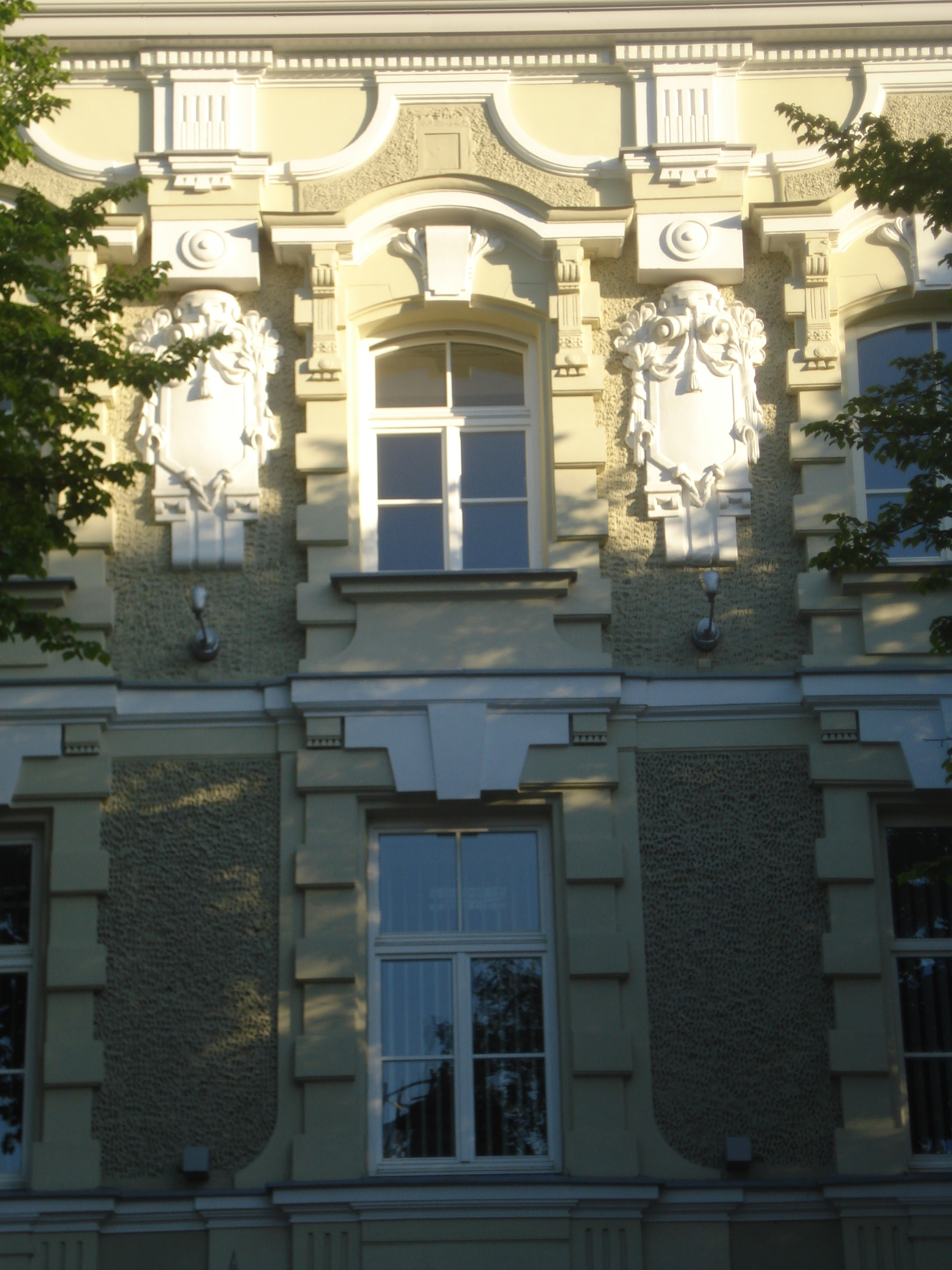
Edifici del Ministeri de l'Interior de Lituània, a Vílnius.

El Ministeri de l'Interior de Lituània (en lituà: Lietuvos Respublikos vidaus reikalų ministerija) és un dels 14 ministeris del Govern de Lituània. Té la seu a la capital, Vílnius. Les seves operacions estan autoritzades per la Constitució de la República de Lituània, els decrets emesos pel President i el Primer Ministre, i les lleis aprovades pel Seimas (Parlament). S'encarrega de la supervisió de la seguretat pública, protecció de fronteres, control de la migració, resposta d'emergència, administració pública i la governalitat així com l'administració pública local i regional i les seves iniciatives de desenvolupament. Des del 13 de desembre de 2016 el seu ministre és Eimutis Misiūnas en qualitat d'independent.

## Llista de ministres
|    | Nom i cognom                   | Període                 |
| 1  | Marijonas Misiukonis           | 17-03-1990 – 13-01-1992 |
| 2  | Petras Valiukas                | 13-01-1992 – 2-12-1992  |
| 3  | Romasis Vaitiekūnas            | 12-12-1992 – 23-02-1996 |
| 4  | Virgilijus Vladislovas Bulovas | 23-02-1996 – 4-12-1996  |
| 5  | Vidmantas Žiemelis             | 4-12-1996 – 1-06-1999   |
| 6  | Stasys Šedbaras                | 22-05-1998 – 1-06-1999  |
| 7  | Česlovas Blažys                | 1-06-1999 – 27-10-2000  |
| 8  | Vytautas Markevičius           | 27-10-2000 – 4-7-2001   |
| 9  | Juozas Bernatonis              | 14-07-2001 – 13-05-2003 |
| 10 | Virgilijus Vladislovas Bulovas | 13-05-2003 – 29-11-2004 |
| 11 | Gintaras Jonas Furmanavičius   | 29-11-2004 – 6-07-2006  |
| 12 | Raimondas Šukys                | 6-07-2006 – 17-12-2007  |
| 13 | Regimantas Čiupaila            | 17-12-2007 – 28-11-2008 |
| 14 | Raimundas Palaitis             | 28-11-2008 – 25-03-2012 |
| 15 | Artūras Melianas               | 16-04-2012 – 13-12-2012 |
| 16 | Dailis Alfonsas Barakauskas    | 13-12-2012 – 30-10-2014 |
| 17 | Saulius Skvernelis             | 5-11-2014 – 13-4-2016   |
| 18 | Tomas Žilinskas                | 14-4-2016 – 13-12-2016  |
| 19 | Eimutis Misiūnas               | 13-12-2016 – actualitat |